# Sholem Aleichem
Sholem Aleichem (jiddisch: שלום עליכם)  (Pereiàslav, 2 de març de 1859 (Julià) - Nova York, 13 de maig de 1916) Xólem-Aléikhem, ídix i hebreu שלום עליכם, literalment "la pau sigui amb tu", nom de ploma de Solomon Naúmovitx (Xólom Nókhumovitx) Rabinóvitx, rus: Соломо́н Нау́мович (Шо́лом Но́хумович) Рабино́вич, va ser un autor i dramaturg Ídix que va viure a l'Imperi Rus i als Estats Units. Fou un popular humorista i escriptor jueu rus de literatura en ídix, incloent novel·les, contes, i obres de teatre. Va promoure a diversos escriptors en ídix, i va ser el primer a escriure històries infantils en ídix.

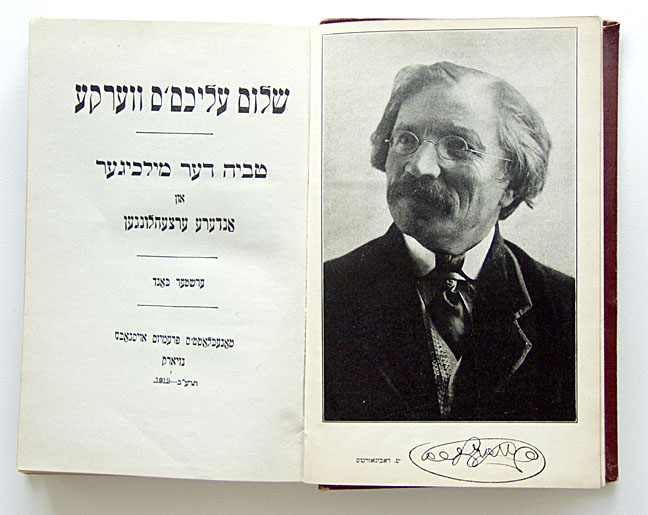
Volum de l'obra literària de Sholem Aleichem en jiddish, incloent el retrat i signatura de l'autor.

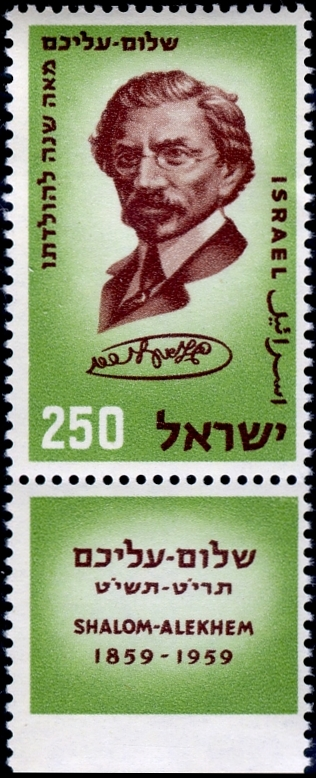
Segell israelià de 1959, dedicat a Sholem Aleichem i commemorant el centenari del seu naixement.

Les seves obres han estat àmpliament traduïdes. El musical "El violinista a la teulada" (1964), basat en les històries de Sholem Aleichem sobre el personatge de Tevye el lleter, va ser la primera obra de teatre comercialment reeixida que va tractar sobre la vida d'un treballador jueu de l'Europa de l'Est.

## Biografia
Nasqué en una família jueva pobra a Pereiàslav (prop de Kíiv), Ucraïna. La mare de Sholem va morir quan ell tenia tretze anys. El seu primer escrit va ser el llistat alfabètic dels epítets usats per la seva madrastra. A l'edat de quinze anys, inspirat en Robinson Crusoe, va compondre la seva pròpia versió jueva de la famosa novel·la i va decidir dedicar-se de ple a l'escriptura. Va adoptar el pseudònim de Sholem Aleichem, derivat d'una salutació que significa "la pau sigui amb vosaltres".
Després d'acabar l'escola a Pereiàslav el 1876, amb excel·lents qualificacions, va deixar la seva llar a la recerca de treball. Durant tres anys va ensenyar a la filla d'un adinerat comerciant, Olga Loev, qui va esdevenir la seva esposa el 12 de maig del 1883. Van tenir sis fills, inclosos el pintor Norman Raeben i l'escriptora en ídix Lyalya (Lili) Kaufman. La filla de Lyalya, Bel Kaufman, és una escriptora nord-americana, autora del llibre Up the Down Staircase.
Al principi, Sholem Aleichem va escriure en rus i hebreu. A partir del 1883, va produir més de quaranta volums en ídix, fins a convertir-se en la principal figura de la literatura ídix en 1890. La major part dels escriptors jueus russos escrivien en hebreu, l'idioma de la litúrgia, que era usat exclusivament pels jueus instruïts. Sholem Aleichem va escriure en ídix, una llengua oral algunes vegades mal anomenada "argot".
A més de la seva prodigiosa producció de literatura ídix, també va utilitzar la seva fortuna personal per recolzar a escriptors en aquesta llengua. Entre el 1888 i el 1889, va publicar dues edicions d'un almanac, Die Yiddishe Folksbibliotek ("La Biblioteca Popular Ídix"), que li va donar una important oportunitat a molts joves escriptors ídix. El 1890, Aleichem va perdre tota la seva fortuna en una especulació de la borsa de valors, i no va poder fer-se càrrec de la tercera edició de l'almanac, la qual ja s'havia editat però no es va seguir imprimint. En els anys següents, mentre continuava escrivint en ídix, també va escriure en rus per a un periòdic d'Odessa i per Vosjod, la publicació russa jueva més important de l'època, i en hebreu per Hamelitz i per a l'antologia editada per I.H. Ravnitzky. Va ser durant aquesta època quan Aleichem va contreure tuberculosi.
Després del 1891 Sholem Aleichem va viure a Odessa, i després a Kíiv. El 1905, va emigrar amb la seva família, cap al sud de Rússia. Originalment, Aleichem va viure a Nova York, mentre la resta de la seva família va quedar a Ginebra, Suïssa. No obstant això, aviat va descobrir que el seu sou era molt limitat per mantenir dues llars, i va tornar a Ginebra. Malgrat la seva gran popularitat, molts dels treballs d'Aleichem mai li van generar molts guanys, i es va veure obligat a fer una exhaustiva gira per poder guanyar prou diners per a ajudar la seva família i mantenir-se. El juliol del 1908, mentre estava en una gira de lectura a Rússia, es va desmaiar en el tren camí a Baranowicz. Li van diagnosticar una recaiguda de tuberculosi hemorràgica aguda i va passar dos mesos convalescent a l'hospital de la ciutat. Posteriorment es referia a l'accident com "una cita amb la seva majestat, l'Àngel de la Mort, cara a cara", i va ser el fet fonamental que va desencadenar l'escriptura de la seva autobiografia Funm Yarid. Durant la seva recuperació, no va poder acudir a la Primera Conferència de l'Idioma ídix, que va tenir lloc a Czernovitz; el seu col·lega i activista ídix Nathan Birnbaum va assistir al seu lloc. Aleichem va passar els següents quatre anys vivint semi-invàlid; només a vegades millorava prou com per tornar a una rutina normal d'escriptura. Durant aquest període, la família va sobreviure gràcies a importants donacions d'amics i d'admiradors d'Aleichem.
El 1914, la major part de la família d'Aleijem va emigrar als Estats Units i es va assentar a Nova York. El fill d'Aleichem, Misha, va emmalaltir de tuberculosi al mateix temps que les lleis nord-americanes li van negar l'entrada. Misha va romandre a Suïssa amb la seva germana Emma i va morir el 1915, succés que va deixar a Aleichem profundament deprimit. Sholom Aleichem va morir a Nova York el 1916, als 57 anys, mentre encara treballava en la seva última novel·la, Mottel the Cantor's són, i va ser enterrat en el cementiri de Brooklyn. Per a l'època, el seu funeral va ser un dels més grans en la història de Nova York: s'estima que van acudir 100.000 persones. L'endemà, el seu testament va ser publicat en el New York Times i va ser llegit en el ple del Congrés dels Estats Units. El testament contenia instruccions detallades per a la seva família i amics; a tots dos els demanava ser enterrat immediatament, i també ser commemorat i recordat en el seu yahrzeit anual. Els va dir a la seva família i amics: "Llegeixin el meu testament, i triïn un dels meus contes, un dels millors, i recitin-ho en l'idioma que els resulti més comprensible." "Que el meu nom sigui nomenat amb un somriure, o que no sigui recordat" va afegir.
El 1997 es va edificar un monument dedicat a Sholem Aleijem a Kíiv; i posteriorment a Moscou el 2001.

## Creences i activisme
Sholem Aleijem va ser un apassionat de l'ídix com a idioma nacional que, en la seva opinió, havia de tenir el mateix estatus que els altres idiomes europeus moderns. No es va detenir en el que ell va anomenar "jiddisme" i es va abocar a la causa del sionisme, present en moltes de les seves obres. El 1888, va esdevenir membre de Hovevei Sion. El 1907, va treballar com a delegat nord-americà per al Vuitè Congrés Sionista, que va tenir lloc a l'Haia.

## Llegat
A Sholem Aleichem se l'ha anomenat "el Mark Twain jueu", a causa que el seu estil era similar, i que tots dos van escriure sota un pseudònim. Tots dos autors van escriure per a adults i nens, i van fer classes per tot Europa i els Estats Units. Quan Twain va saber que a Aleichem l'anomenaven "el Mark Twain jueu", va demanar que li diguessin que ell es considerava "el Sholem Aleichem nord-americà".

## Obres

### Col·leccions en anglès
- El millor de Sholom Aleichem, traduït per I. Wisse, R. Howe (originalment publicat el 1979), Walker and Co., 1991, ISBN 0-8027-2645-3.
- Tevye el suplementer i les històries del riel, traduït per H. Halkin (originalment publicat el 1987), Shocken Books, 1996, ISBN 0-8052-1069-5.
- Dinou a una dotzena: monòlegs i trossos de Bobs d'altres coses, traducció per Ted Gorelick, Syracuse Univ Press, 1998, ISBN 0-8156-0477-7.
- Un tresor dels contes per a nens de Sholom Aleichem, traducció per Aliza Shevrin, Jason Aronson, 1996, ISBN 1-56821-926-1.
- Dins de Kasrilovka, tres contes, traduït per I. Goldstick, Shocken Books, 1948 (reimprès diverses vegades)
- El vell país, traduït per Julius & Frances Butwin, J B H of Peconic, 1999, ISBN 1-929068-21-2.
- Contes i sàtires, traducció per Curt Leviant, Sholom Aleichem Family Publications, 1999, ISBN 1-929068-20-4.

### Autobiografia
- Funem Yarid, escrit entre el 1914 i el 1916, traduïda com The Great Fair per Tamara Kahana, Noonday Press, 1955; traducció per Curt Leviant as From the Fair, Viking, 1986,ISBN  0-14-008830-X

### Novel·les
- Stempenyu, originalment publicada en el seu Folksbibliotek, adaptada el 1905 para l'obra Filles Jueves.
- Yossele Solovey (1889, publicat en el seu Folksbibliotek)
- Les filles de Tevya, traducció de F. Butwin (originalment publicada el 1949), Crown, 1959, ISBN 0-517-50710-2.
- Mottel el fill del Cantor Originalment escrita en ídix. Versió en anglès: Henry Schuman, Inc. New York 1953

#### Literatura per al jove adult
- Menahem-Mendl, traduït com Les aventures de Menahem-Mendl, traducció de Tamara Kahana, Sholom Aleichem Family Publications, 1969, ISBN 1-929068-02-6.
- Motl peysi dem khazns, traduïda com Les aventures de Mottel, el fill del Cantor, traduït per Tamara Kahana, Sholom Aleichem Family Publications, 1999, ISBN  1-929068-00-X. També es coneix com a "Mottel, el fill del Cantor" (Henry Schuman, Inc. New York 1953)
- El sastre embruixat, Sholom Aleichem Family Publications, 1999, ISBN 1-929068-19-0.

### Obres de teatre
- El Doctor (1887), comèdia en un només acte
- Der Get (El Divorci, 1888), comèdia en un només acte
- Die Asifa (L'Assemblea, 1889), comèdia en un només acte
- Yaknez (1894), una sàtira sobre corredors de borsa i especuladors
- Tsezeht Un Tseshpreht (Dispersats lluny i de bat a bat, 1903), comèdia
- Agenten (Agents, 1905), comèdia en un només acte
- Yiedishe Tekhter (Les filles jueves, 1905) drama, adaptació de la seva novel·la Stempenyu
- Die Goldgreber (El Golddiggers, 1907), comèdia
- Shver Tsu Zein a Yied (És difícil ser jueu, 1914)
- Dos Groisse Gevins (La gran loteria / El Jackpot, 1916)
- Tevye der Milkhiger, (Tevye el lleter, 1917, actuada pòstumament)

### Assajos
- Oyf vós badarfn Yidn a land (Per què els jueus necessiten una terra per a ells?), traduït per Joseph Leftwich i Mordecai S. Chertoff, Cornwall Books, 1984, ISBN 0-8453-4774-8

### Miscel·lània
- Nens jueus, traduït per Hannah Berman, William Morrow & Co, 1987,ISBN 0-688-84120-1* nombroses històries en rus, publicades a Voshkod (1891-1892)